# Les Régulateurs
Pour les articles homonymes, voir Régulateur.
Les Régulateurs  (titre original : The Regulators) est un roman d'horreur écrit par Stephen King, publié en 1996 sous le nom de plume de Richard Bachman. Le livre est paru le même jour que Désolation, autre roman de l'auteur mais paru sous son vrai nom, qui présente les mêmes personnages dans un monde parallèle et une situation différente. L'action du roman se situe dans une banlieue typique américaine où un garçon autiste, possédé par un être du nom de Tak, modifie la réalité d'après ce qu'il regarde à la télévision, semant ainsi la terreur parmi les résidents du quartier. 

## Résumé
Dans une banlieue résidentielle de la petite ville paisible de Wentworth, dans l'Ohio, aux États-Unis, règne une chaleur caniculaire. Cependant, l'apparition dans la rue d'un van rouge, dont les occupants abattent brusquement un petit livreur de journaux, sème la panique parmi les habitants, qui courent se mettre à l'abri. L'écrivain Johnny Marinville tente d'appeler la police mais le numéro d'urgence ne répond plus. Un peu plus tard, deux autres vans font leur apparition, tirant sur tout ce qui bouge, et trois résidents sont tués. L'ancien policier Collie Entragian prend la direction des opérations et les survivants se rassemblent à l'intérieur des maisons des Carver et de Tom Billingsley, un vétérinaire. 
Les deux seuls résidents de la rue qui se tiennent à l'écart de la situation sont Audrey Wyler et son neveu Seth Garin, un garçon autiste dont elle s'occupe depuis la mort de ses parents, deux ans auparavant. En effet, alors qu'ils visitaient une mine de la ville de Désolation, dans le Nevada, un être maléfique nommé Tak prit possession du corps de Seth et s'en servit pour tuer ses parents. Tak a ensuite forcé le mari d'Audrey à se suicider, et la jeune femme est désormais consciente qu'une entité possède son neveu. Pour lui échapper, Audrey se réfugie dans un construct mental qu'elle s'est créé, et dans lequel elle s'imagine être à Mohonk, dans l'État de New York. Tak, qui se nourrit de la souffrance, a gagné en puissance, pouvant désormais faire apparaître des vans qui sortent tout droit d'un dessin animé que Seth regarde en boucle. Seth regarde aussi souvent un western, nommé Les Régulateurs, et Tak transforme ainsi la rue en paysage sorti tout droit du Far West. Par contre, Tak n'est pas encore assez fort pour posséder des corps adultes en bonne santé, même s'il peut les forcer à agir contre leur volonté. 
Alors que plusieurs autres résidents sont tués de diverses manières (comme Entragian, qui est abattu par erreur par un adolescent du quartier), Audrey fait avaler un laxatif à Seth et profite du fait que Tak a quitté le corps de son neveu, détestant l'occuper quand il est aux toilettes, pour s'enfuir de sa maison. Audrey rejoint les autres habitants, désormais tous chez les Carver, et leur explique de quoi il retourne. Audrey et Marinville retournent dans sa maison et ils tentent de s'emparer de Seth, dont Tak, sentant le danger, réintègre le corps, mais Cammie Reed, rendue folle de douleur par la mort de son fils un peu plus tôt et manipulée par Seth, surgit alors et abat d'abord le jeune garçon, puis Audrey - sorte de libération de l'emprise de Tak. Ce dernier tente alors de posséder Cammie, affaiblie mentalement, mais celle-ci n'est pas assez "spéciale" pour pouvoir le contenir et son crâne explose. En effet, c'est l'autisme de Seth qui le rendait apte à être possédé par Tak. N'ayant plus d'hôtes chez qui se réfugier, celui-ci disparait. Les vans s'évaporent aussi et le paysage retrouve son aspect normal. L'épilogue évoque une histoire de fantômes se situant à Mohonk, où plusieurs personnes ont vu des apparitions d'une jeune femme et d'un petit garçon qui semblaient très proches l'un de l'autre.

## Genèse du roman
À la base de ce roman se trouve un scénario pour un western, qui s'intitulait The Shotgunners, que Stephen King avait écrit à la fin des années 1970 et qu'il avait proposé à Sam Peckinpah en 1984. Peckinpah s'était montré intéressé par l'idée et avait suggéré des modifications mais il mourut trois mois plus tard, avant que King ne puisse écrire une deuxième version du script. Dix ans plus tard, alors que King avait commencé à écrire Désolation, il a été pris d'une inspiration subite d'écrire un livre, sous son pseudonyme de Richard Bachman, en reprenant l'idée de ce scénario et en utilisant les personnages de Désolation comme des acteurs d'une compagnie de théâtre jouant une pièce différente. Ainsi, on retrouve certains bouts de dialogues et des clins d'œil d'un livre à l'autre.

## Liens avec d'autres œuvres de Stephen King
C'est le « roman jumeau » de Désolation, tous les deux ayant été publiés le même jour et présentant quelques similarités dans l'intrigue ainsi que des noms de personnages identiques, bien que leurs âges et leurs physiques diffèrent et que les situations soient radicalement différentes. On retrouve par contre le personnage de Tak comme antagoniste des deux romans. Par ailleurs, les couvertures originales des deux romans s'assemblent parfaitement quand on les place côte-à-côte.

## Accueil
Le roman est resté quatorze semaines sur la New York Times Best Seller list, avec un meilleur classement à la deuxième place, y apparaissant le 13 octobre 1996. Le Publishers Weekly le classe à la cinquième place des meilleures ventes de romans aux États-Unis en 1996.
Comparant Les Régulateurs à Désolation, Sharon Russell estime que le premier est plus violent au niveau graphique[pas clair] et examine la nature du bien et du mal avec moins de profondeur. Albert Rolls pense quant à lui que les deux romans fonctionnent encore mieux ensemble, « les connexions subtiles que King entrelace dans ce diptyque de terreur résonnant dans l'esprit longtemps après que la lecture des deux livres soit finie ». Pour Jean-Pierre Dufreigne, de L'Express, le roman présente « la face quotidienne du Mal : la débilité des programmes télé. C'est Satan au Club Dorothée ». Alors que Don D'Ammassa, dans Encyclopedia of science fiction, trouve que l'histoire est « inventive mais peu satisfaisante ».